# ميغان (فلم)
ميغان (بالإنجليزية: Megan) هو فيلم رعب خيال علمي أمريكي تم إطلاقه من بطولة أليسون ويليامز، روني تشينغ وكيمبرلي كروسمان، تم إصداره في في 7 ديسمبر 2022.

## روابط خارجية
- الموقع الرسمي
- ميغان على موقع IMDb (الإنجليزية)
- ميغان على موقع ميتاكريتيك (الإنجليزية)
- ميغان على موقع روتن توميتوز (الإنجليزية)
- ميغان على موقع ألو سيني (الفرنسية)
- ميغان على موقع أول موفي (الإنجليزية)
- ميغان على موقع فيلمافينيتي (الإسبانية)
- ميغان على موقع قاعدة بيانات الأفلام السويدية (السويدية)
- ميغان على موقع قاعدة بيانات الفيلم (الإنجليزية)
- ميغان على موقع ليتربوكسد (الإنجليزية)
- ميغان على موقع كينوبويسك (الروسية)